# Pomoxis

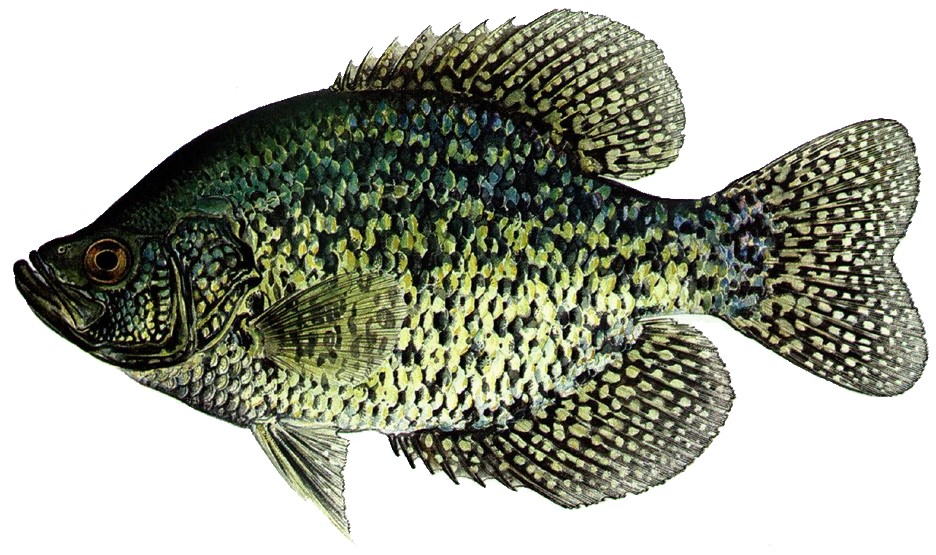
Pomoxis nigromaculatus

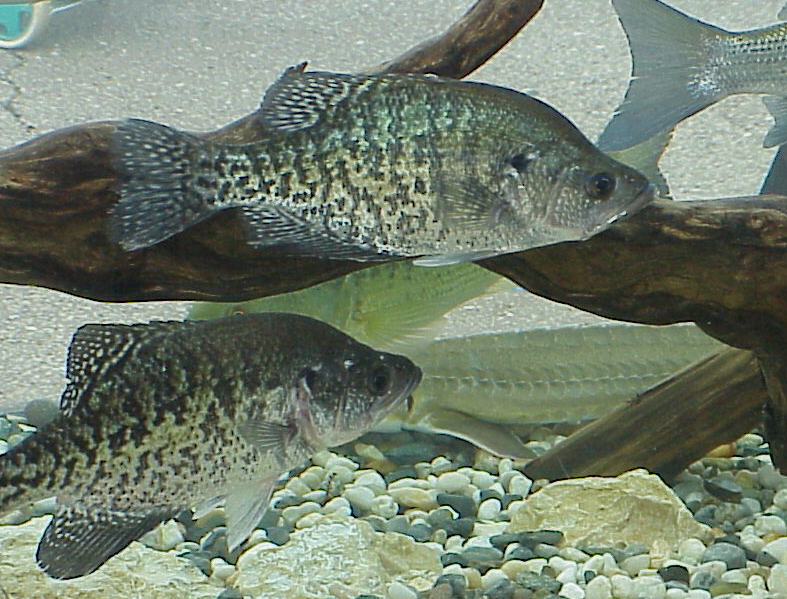
Pomoxis annularis

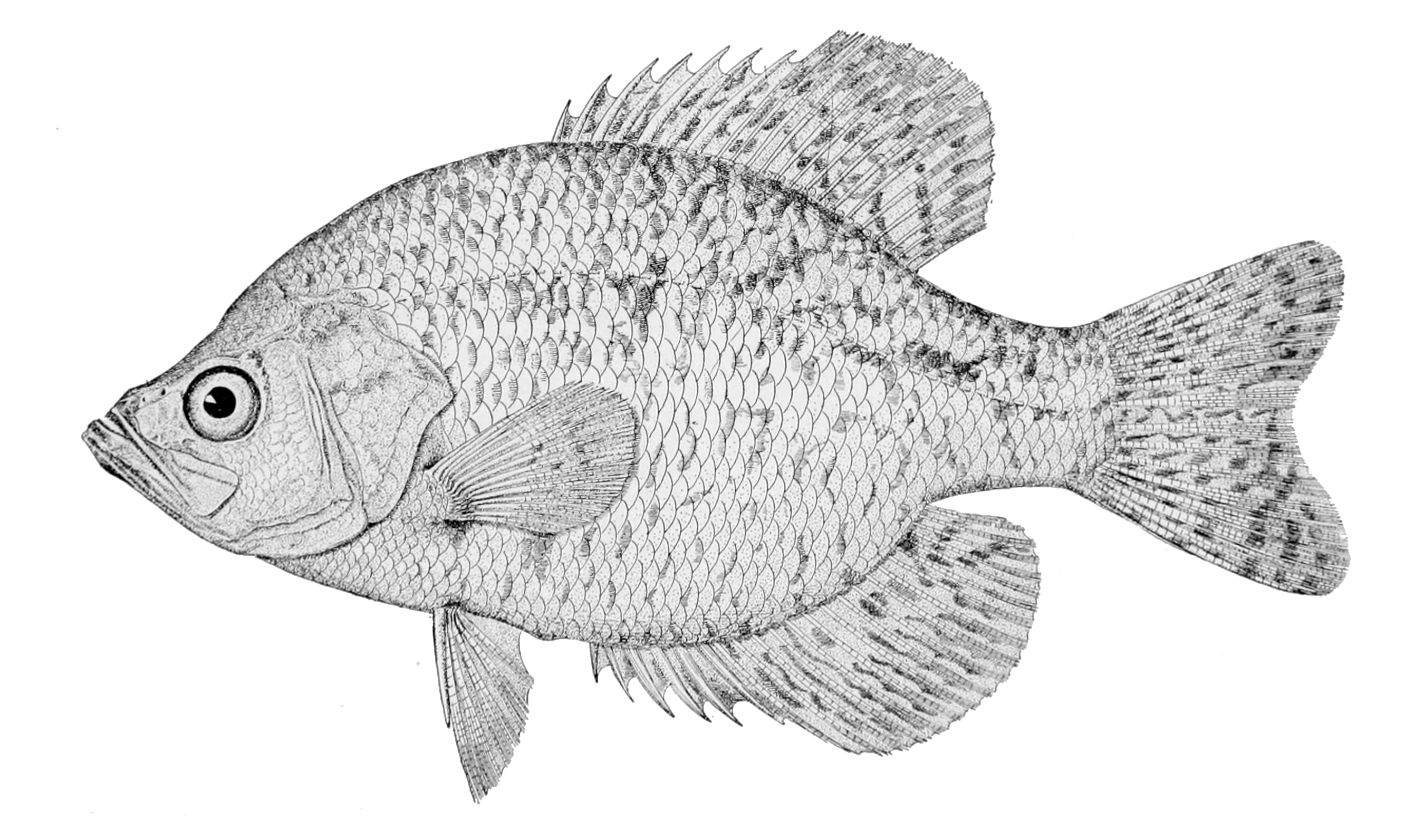
Pomoxis nigromaculatus

Pomoxis és un gènere de peixos pertanyent a la família dels centràrquids.

## Etimologia
Del grec πώμα (opercle) i οξύς (esmolat).

## Alimentació
Totes dues espècies es nodreixen principalment de peixos més petits, incloent-hi els joves dels seus depredadors (com ara, el lluç de riu, el luci masquinongi i la lucioperca groga). La seua dieta també inclou zooplàncton, insectes i crustacis.

## Distribució geogràfica
Es troba a Nord-amèrica.

## Taxonomia
- Pomoxis annularis (Rafinesque, 1818)[7]
- Pomoxis nigromaculatus (Lesueur, 1829)[8][9][10][11][12][13][14]

## Observacions
Ambdues espècies són populars entre els afeccionats a la pesca esportiva.